# Siegfried Wentz
Siegfried Wentz (7 marzo 1960) è un ex multiplista tedesco.

## Palmarès

### Olimpiadi
- 1 medaglia:
  - 1 bronzo (Los Angeles 1984 nel decathlon)

### Mondiali
- 2 medaglie:
  - 1 argento (Roma 1987 nel decathlon)
  - 1 bronzo (Helsinki 1983 nel decathlon)

### Europei
- 1 medaglia:
  - 1 bronzo (Stoccarda 1986 nel decathlon)

### Universiadi
- 1 medaglia:
  - 1 oro (Zagabria 1987 nel decathlon)